# レヴィー・ブレイク
「レヴィー・ブレイク」 (When the Levee Breaks) は、アメリカの女性ブルース・シンガー、メンフィス・ミニーがカンザス・ジョー・マッコイとともに作曲し発表したブルース曲。イギリスのロックグループ、レッド・ツェッペリンのレパートリーとして広く知られている。

## 曲が作られた背景と歌詞
原曲は、カンザス・ジョー・マッコイとメンフィス・ミニーによって1929年に発表された。レヴィー（levee）は、英語で「堤防」のことで、「ホウェン・ザ・レヴィー・ブレイクス」は「堤防が決壊するとき」の意。
原曲リリース当時、まだ1927年のミシシッピ大洪水の記憶が人々の脳裏に鮮明に焼き付いていた。大洪水はミシシッピ・デルタ地帯の26,000平方マイル(68,000平方キロメートル)に影響を及ぼし、死者は500人に上った。加えて数千人の住民が避難を余儀なくされた。この大洪水はいくつかのブルースの歌の題材となっている。最もよく知られているのはベッシー・スミスの「Backwater Blues」(1927年)とバーベキュー・ボブの「Mississippi Heavy Water Blues」(1928年)だろう。
この曲は、大洪水に巻き込まれた黒人労働者の悲哀を歌っている。洪水が起こった際、プランテーション農園で働いていた黒人たちが集められ、銃で脅されながら堤防の決壊を防ぐための作業を強制させられた。その後も彼らは帰郷を許されず、食料の供給も乏しい中、キャンプ生活を強いられ、救助活動を手伝わされた。歌詞はそのことを歌っている。
なおこの曲は、原曲のリリースから75年以上が経過し、著作権が消滅してパブリック・ドメインとなっている。
ミニーの義理の妹、エセル・ダグラスの記憶では、1927年に堤防が決壊した際、ミニーはミシシッピ州ウォールズ近郊で家族と暮らしていた。歌詞には、家と家族を失った男の悲しみが歌われている。悲劇を歌っているにもかかわらず、ミニー伝の著者、ギャロンによるとこの曲には復興への思いも込められているという。

## オリジナル・レコーディングとリリース
マッコイとミニーは、1929年6月18日、ニューヨークで行なわれたコロムビア・レコードの最初のセッションで「ホウェン・ザ・レヴィー・ブレイクス」をレコーディングした。このレコーディングでは、マッコイがヴォーカルとリズム・ギターを担当している。マッコイより熟練したギタリストだったミニーは、色を添える形でスパニッシュ・チューニング、もしくはオープンGチューニングでフィンガーピッキング・スタイルを披露している。
音楽ジャーナリストのチャールズ・シャア・マリーによると、実際のソングライターはジョー・マッコイであった。しかしながら、彼らのコロムビアの他の全てのリリース同様、どちらが歌っているかに関わらず、アーティスト名はカンザス・ジョーとメンフィス・ミニーとなっている。
コロムビアは、別面に同じくマッコイがヴォーカルを取った「That Will Be Alright」を収録する形で、 1929年の7月あるいは8月に、当時は一般的だった78回転盤でこの曲をリリースした。このレコードはビルボードのようなレコード業界の出版物がいわゆる「人種レコード」の売り上げ状況を追跡し始める以前のリリースだったが、ある程度のヒットとなったという。

## レッド・ツェッペリンのバージョン
ブルースのカヴァーでありながら同時に、レッド・ツェッペリンならではのヘヴィなロックナンバーとして仕上がった曲。ボーナムの強力なドラミングに、プラントのむせぶようなヴォーカルとハーモニカ、ペイジのスライドギターが絡まって、強烈な印象を醸し出す。彼らに敵対的であった「ローリング・ストーン」誌も、この曲を「レッド・ツェッペリンのキャリアで初めての、悪趣味な改悪ではないブルースのカヴァー」と評している。
曲はビートを刻むボーナムのドラムスから始まるが、このドラムサウンドは多くの音楽関係者から「究極のドラムサウンド」と称賛されており、サンプリングの好素材となっている。レコーディング・エンジニア、アンディ・ジョーンズの回想によれば、ボーナムは常にレコードになった自分のドラムスの音に不満を抱いていた。ジョーンズはボーナムの不満を解消しようと試行錯誤した結果、ヘッドリィ・グランジの高い吹き抜けのある玄関ホールにドラムスを設置し、少し離れた階段の2段目に一対のステレオ・マイクをセットして、リミッターを極限まで掛けた上でボーナムの演奏を収録した。プレイバックを聴いたボーナムは非常に満足していたという。
このほか、ヴォーカルのエフェクトを1コーラスごとに変える、ハーモニカの演奏にバックワード・エコー（余剰のレコーディングトラックを逆回転させながらテープエコーのディレイ成分だけを録音する。正回転でミックスするとディレイがオリジナル音よりも先に聞える）を掛ける、さらに曲の終盤ではステレオの左右の定位をまるごとパンニングさせるなど、さまざまなレコーディング技術が意欲的に盛り込まれた曲である。
ロバート・プラントは自分のレコードコレクションの中からこの曲に目を付け、我流に整理した上で1970年末、レッド・ツェッペリンのレコーディング・セッションに持ち込んだ。当初、アイランド・スタジオでのセッションでは完成させることができなかったが、1971年に入ってヘッドリィ・グランジに移動してから完成し、彼らの第4作アルバム『レッド・ツェッペリン IV』のB面4曲目に収められて発表された。クレジットは、ジョン・ボーナム、ジョン・ポール・ジョーンズ、ジミー・ペイジ、ロバート・プラント、及びメンフィス・ミニー。レコードでの演奏時間は7分余。

### ステージ・パフォーマンス
1975年のアメリカツアーで数回演奏された。
1995年にロックの殿堂入りを共に果たしたニール・ヤングと、授賞式でセッションした。

### その他
1996年夏季オリンピックの広告に使用されたエニグマの1994年のシングル「Return to Innocence」のドラムビートはジョン・ボーナムの演奏をサンプリングした物が使用された。